# Стукач (фільм, 1988)
«Стукач» — радянський художній фільм-драма режисера Миколи Лирчикова, знятий на «Кіностудії ім. М. Горького» в 1988 році.

## Сюжет
Павло Восковой, сільський хлопець з Гуляєва, вступив на перший курс педінституту. Перед оформленням у гуртожиток його просять зайти в деканат. Там якийсь чоловік проводить з ним бесіду — каже, що помітив Павла давно, що той «серйозний хлопець» і не «пустодзвін». Ця людина просить Павла поспостерігати за деякими студентами і зібрати «інформацію». Оскільки вони замишляють злочин, Павло погоджується допомогти. Виявилося, що в минулому році група студентів написала лист у міністерство з вимогою замінити «напівписьменного» ректора. В інститут приїжджала комісія, але справу тоді спустили на гальма. Двох студентів після цієї події з інституту виключили. А втім, є «думка», що вони не заспокоїлися і планують цього року нову акцію, вже більш серйозну, ніж просто лист у міністерство. Павло знайомиться з цими студентами і входить до їхнього кола. Він дізнається, що їхня нова акція — підірвати «Волгу» ректора й підпалити його дачу. Павло розповідає про це цьому своєму «куратору» Вадиму, але не розкриває дати цієї акції. Не знаючи точної дати, Вадим не може нічого зробити по суті. Тоді він розповідає Павлу свою історію. Виявляється, він не з «солідної організації», він всього лише син цього самого ректора, він використовував Павла для того, щоб допомогти своєму старому батькові. Павло опиняється перед дилемою. Він чесна людина і увійшов у довіру до цих студентів, якщо ж він розповість подробиці їхньої акції — їх усіх «накриють» і він виявиться стукачем. В іншому ж випадку постраждає старий-ректор…

## У ролях
- Артем Тинкасов —  Павло Восковой  (роль озвучив В'ячеслав Баранов)
- Олександр Феклістов —  Вадим Олександрович Лаптєв
- Аркадій Левін —  Андрій Успенський
- Віктор Павлюченков —  Сергій Готов
- Володимир Стеклов —  Артур Васильович Успенський
- Ігор Дмитрієв —  Ліпков
- Дмитро Журавльов —  Діма
- Валерій Немешаєв —  Толік
- Станіслав Фатов —  Валера
- Олег Буданков —  Костя
- Владислав Дашевський —  Слава
- Володимир Бадов —  «Чорний»
- Раїса Рязанова —  Ніна Степанівна

## Знімальна група
- Режисер — Микола Лирчиков
- Сценарист — Микола Лирчиков
- Оператор — Андрій Пашкевич
- Композитор — Марк Мінков
- Художник — Альфред Таланцев